# Ptilimnium costatum
Ptilimnium costatum är en flockblommig växtart som först beskrevs av Stephen Elliott, och fick sitt nu gällande namn av Constantine Samuel Rafinesque. Ptilimnium costatum ingår i släktet Ptilimnium och familjen flockblommiga växter. Inga underarter finns listade i Catalogue of Life.